# Contract individual de muncă
Contractul Individual de muncă (CIM) este un act juridic prin intermediul căruia o persoană fizică numită angajat, se angajează să efectueze lucrări sau servicii pentru o persoană fizică sau juridică, numită angajator, în regim de dependență, de subordonare juridică față de acesta, și în același timp, același contract îl obligă pe angajator să contra-presteze aceste servicii cu o pre-stabilită remunerație. Contractul individual de muncă se distinge de contractul colectiv de muncă.
Contractul individual de muncă (CIM) trebuie încheiat între părți cel mult înainte cu o zi de începerea activității.